# Hlinyáni
Hlinyáni (ukránul: Глиняний) falu Ukrajnában, a Kárpátalján, a Técsői járásban.

## Fekvése
Técsőtől északkeletre, Bedőháza északnyugati szomszédjában, 358 méter tengerszint feletti magasságban fekvő település.

## Népesség
A falunak 301 lakosa van.

| 2001 | 301 |